# Optokopplare

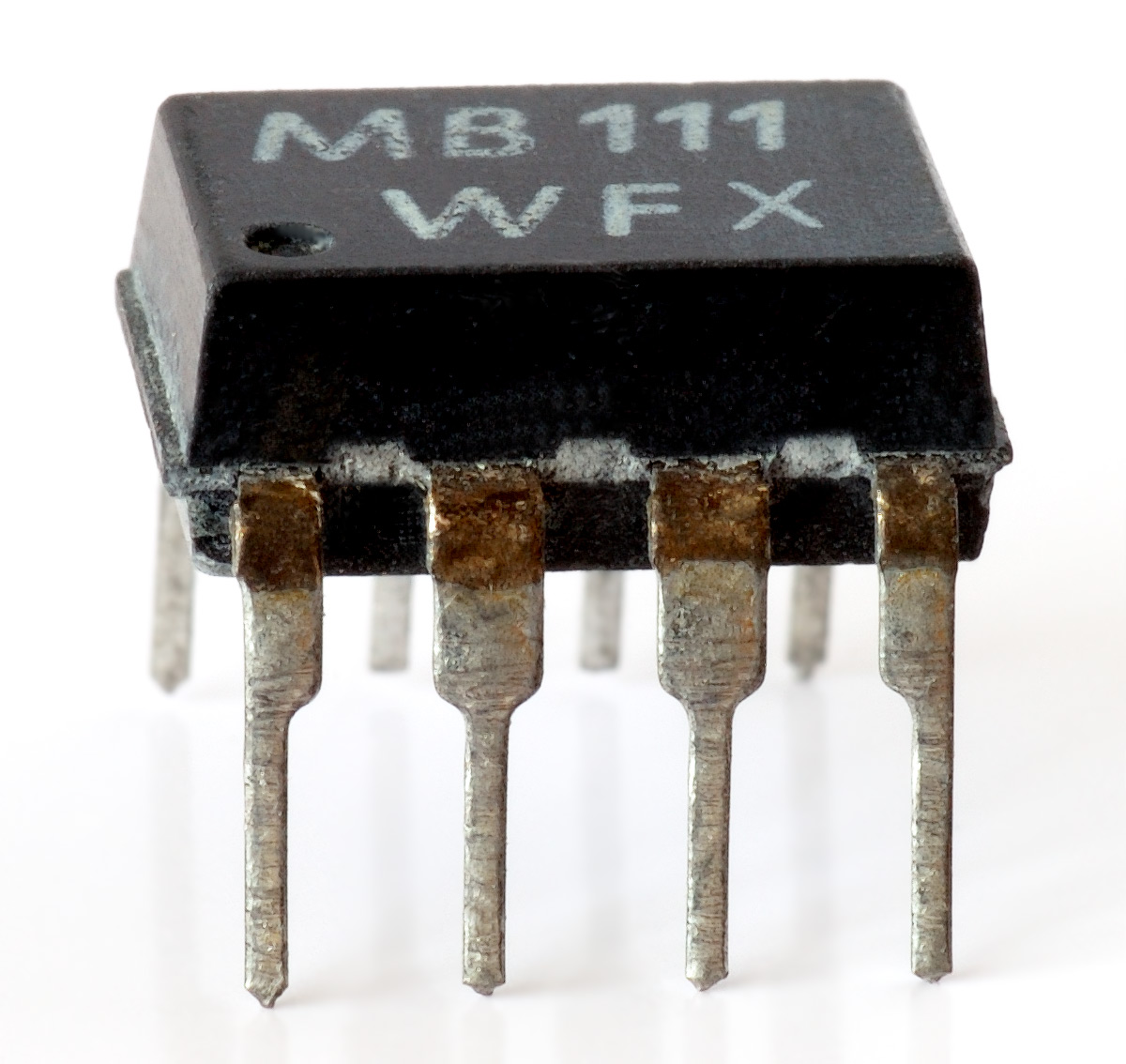
Integrerad optokopplare. "MB 111", tillverkad av RFT ("Rundfunk- und Fernmelde-Technik"), innehåller en infraröd lysdiod och en fotodiod med integrerat förstärkarsteg.

Schematiskt diagram av en enkel optokopplare med till lysdiod vänster och fototransistor höger. Den streckade linjen representerar isolationsbarriären, som förhindrar elektrisk kontakt.

En optokopplare är en elektriskt isolerad strömbrytare som släpper igenom ljussignaler.
Komponenten hindrar elektriska störningar att sprida sig mellan olika elektriska system. Detta åstadkoms genom att omvandla den elektriska signalen till en icke elektrisk signal, oftast optisk signal, och tillbaks.
Optokopplare släpper igenom signaler men skiljer elektriska kretsar åt galvaniskt så att bland annat jordströmmar undviks. De kan användas både för analoga och digitala signaler.

## Användningsområde
Optokopplare har många användningsområden. Vanligast är för att isolera olika elektriska system från varandra ur störningssynpunkt, genom att tillåta separata jordar, och säkerhetssynpunkt. Säkerhetsaspekten är väldigt viktig inom medicinsk teknik där de används för att skilja mellan apparater som använder starka strömmar, och patienterna.

## Fördelar
Jämfört med elektromekaniska reläer transformatorer har optokopplaren mycket kortare till- och frånslagningstid, större frekvensområde, inga kontaktstudsar (Transienter), är kompatibla med integrerade kretsar och de är små.

## Nackdelar
Optokopplare som har en fototransistor som detektor, istället för en fotodiod har en sämre linjäritet. Detta gör att analoga signaler där strömmen/spänningen varierar kan bli förvanskade, vilket gör att digitala signaler oftast måste användas.
En viktig faktor vid valet av optokopplare är Current-Transfer-Ratio (CTR) som anger förhållandet mellan ström på sändarsidan och mottagarsidan.